# دیس‌اینفکتنت
دیس‌اینفکتنت (به انگلیسی: Disinfectant) یک ضدویروس پرطرفدار برای سیستم‌عامل مکینتاش بود. این ضدویروس رایگان اولین بار در سال ۱۹۸۸ به وسیله جان نورستاد ارائه‌شد. نسخه‌های جدید این ضدویروس تا سال ۱۹۹۸ منتشر می شد تا اینکه انتشار نسخه جدید این ضدویروس توسط ارائه دهنده آن بعلت عدم توانایی در شناسایی ماکرو ویروسها و پشتیبانی لازم از آن، ادامه‌نیافت.

## تاریخچه نسخه‌ها
| شماره نسخه | تاریخ انتشار   | ویروس های شناسایی شده                               |  |
| ---------- | -------------- | --------------------------------------------------- |  |
| ۱٫۰        | ۱۹ مارس ۱۹۸۹   | - Scores - nVIR - INIT ۲۹ - MacMag - ANTI           |  |
| ۱٫۱        | ۱۶ آوریل ۱۹۸۹  | - nVIR B                                            |  |
| ۱٫۲        | ۴ آگوست ۱۹۸۹   | - نسخه جدیدی از nVIR B                              |  |
| ۱٫۳        | ۲۹ نوامبر ۱۹۸۹ | - نسخه جدیدی از nVIR B                              |  |
| ۱٫۴        | ۸ دسامبر ۱۹۸۹  | - WDEF A                                            |  |
| ۱٫۵        | ۱۴ دسامبر ۱۹۸۹ | - WDEF B                                            |  |
| ۱٫۶        | ۳۰ ژانویه ۱۹۹۰ | - نسخه های جدیدی از nVIR                            |  |
| ۱٫۷        | ۲ آوریل ۱۹۹۰   | - ZUC                                               |  |
| ۱٫۸        | ۲۰ می ۱۹۹۰     | - MDEF                                              |  |
| ۲٫۰        | ۸ ژوئیه ۱۹۹۰   | - Franquie                                          |  |
| ۲٫۱        | ۱۸ آگوست ۱۹۹۰  | - MDEF B - CDEF                                     |  |
| ۲٫۲        | ۲ اکتبر ۱۹۹۰   | - ANTI B                                            |  |
| ۲٫۳        | ۲۳ اکتبر ۱۹۹۰  | - MDEF C                                            |  |
| ۲٫۴        | ۳ دسامبر ۱۹۹۰  | - ZUC B                                             |  |
| ۲٫۵        | ۲۸ ژوئن ۱۹۹۱   | - ZUC C - MDEF D                                    |  |
| ۲٫۵.۱      | ۷ ژوئیه ۱۹۹۱   | - رفع اشکال در نسخه ۲٫۵ برای از بین بردن ویروس INIT |  |
| ۲٫۶        | ۲۲ فوریه ۱۹۹۲  | - MBDF                                              |  |
| ۲٫۷        | ۲۳ مارس ۱۹۹۲   | - INIT ۱۹۸۴                                         |  |
| ۲٫۷.۱      | ۲۵ مارس ۱۹۹۲   | - رفع اشکالات نسخه ۲٫۷                              |  |
| ۲٫۸        | ۱۹ آوریل ۱۹۹۲  | - CODE ۲۵۲                                          |  |
| ۲٫۹        | ۴ ژوئیه ۱۹۹۲   | - T۴                                                |  |
| ۳٫۰        | ۲۴ فوریه ۱۹۹۳  | - T۴-C - ویروس جدیدی از نوع CDEF                    |  |
| ۳٫۱        | ۱۲ آوریل ۱۹۹۳  | - INIT ۱۷                                           |  |
| ۳٫۲        | ۲۱ آوریل ۱۹۹۳  | - INIT-M                                            |  |
| ۳٫۳        | ۵ نوامبر ۱۹۹۴  | - CODE ۱ - MBDF B                                   |  |
| ۳٫۴        | ۳ مارس ۱۹۹۴    | - INIT ۹۴۰۳                                         |  |
| ۳٫۴.۱      | ۱۱ مارس ۱۹۹۴   | - رفع اشکال نسخه ۳٫۴ در شناسایی ویروس INIT ۹۴۰۳     |  |
| ۳٫۵        | ۲ آوریل ۱۹۹۴   | - INIT 29 B                                         |  |
| ۳٫۶        | ۷ آوریل ۱۹۹۷   | - نسخه جدیدی از nVIR B                              |  |
| ۳٫۷        | ۷ ژوئیه ۱۹۹۷   | - ویروس جدیدی از نوع MBDF B                         |  |
| ۳٫۷.۱      | ۹ ژوئیه ۱۹۹۷   | - آخرین نسخه                                        |  |